# Loureirophonte catharinensis
Loureirophonte catharinensis is een eenoogkreeftjessoort uit de familie van de Laophontidae. De wetenschappelijke naam van de soort is voor het eerst geldig gepubliceerd in 1953 door Jakobi.